# Leende dansmusik 90
Leende dansmusik 90 är ett studioalbum från 1990 av det svenska dansbandet Matz Bladhs.

## Låtlista
1. Spela en sång (Lars E.Ohlsson)
2. Tusen bitar (Tusind stykker) (Anne Linnet-Björn Afzelius )
3. En dag i sänder (Martin Klaman-Keith Almgren )
4. Käre sjöman (Björn Terje Bråthen)
5. Be My Guest (Antoine Domino-John Marascalco-Tommy Boyce)
6. När du tar mig i din famn (Agnetha Fältskog-Ingela Forsman)
7. Phamton of the Opera (Andrew Lloyd-Webber-Charles Hart-Mike Batt)
8. Förlorad kärlek (Erik Lihm-Per Hermansson)
9. Så'n är jag (Peter Bergström-Hans Backström)
10. Mina drömmars symfoni (Peter Bergström-Hans Backström)
11. Skönt att vara hemma igen (Lennart Clerwall)
12. Sången till en vän (Göran Lindberg)
13. Jag måste ge mig av (J.C.Ericsson)
14. Håll om mej (med Lisbet Jagedal) (Peter Åhs-Christer Lundh)
15. Är du lika kär (Hans Rytterström)